# Jesús Yánez
Jesús Yánez Pelletier (* 21. Juni 1917 in Caibarién, Provinz Villa Clara, Kuba; † 18. September 2000 in Havanna) war ein kubanischer Oppositioneller und Menschenrechtler.

## Biografie
Yánez war ursprünglich im Rang eines Leutnants als Militäraufseher des Provinzgefängnisses von Boniato bei Santiago de Cuba tätig und wurde in Kuba bekannt als der „Mann, der Fidel Castro gerettet hatte“. Während Castros Untersuchungshaft im August 1953 nach dem fehlgeschlagenen Angriff auf die Moncada-Kaserne weigerte er sich, Castro durch Überflutung des Bodens der Einzelzelle und durch Vergiftung der Gefängnisnahrung auszuschalten, was ihm der für die Vernehmung des Gefangenen zuständige Leutnant Ángel Machado vorgeschlagen hatte. Stattdessen achtete er sorgfältig auf Castros Schutz während der Untersuchungshaft.
Später trat Yánez der Rebellen-„Bewegung des 26. Juli“ (M-26-7) bei und wurde nach dem Ende der Kubanischen Revolution am 1. Januar 1959 Leibwächter von Ministerpräsident Castro. Als Castro einige Zeit nach seiner Vereidigung am 16. Februar 1959 den USA seinen ersten Staatsbesuch abstattete, wurde dieser von Yánez bei den Gesprächen mit US-Vizepräsident Richard Nixon begleitet. Zu der Zeit war er als enger Vertrauter auch Augenzeuge von Castros Liebesbeziehung mit Marita Lorenz.
Mit der Zeit wurde er zunehmend enttäuschter von der Politik der neuen Regierung und wurde bereits 1960 wegen seiner politischen Ansichten verhaftet und verbüßte rund zehn Jahre Haft. Nach seiner Freilassung 1971 engagierte er sich als überzeugter Kritiker der Menschenrechtssituation in Kuba in der Opposition gegen das Regime Castros. Er gilt als eine Symbolfigur und einer der Begründer der kubanischen Menschenrechtsbewegung. Zunächst war er Mitglied der Kubanischen Kommission für Menschenrechte und Nationale Versöhnung (Comisión Cubana de Derechos Humanas y Reconciliación Nacional), später des ebenfalls illegalen Kubanischen Pro-Menschenrechtskomitees (Comité Cubano Pro Derechos Humanos), dessen Vizepräsident er bis zu seinem Tod war. Die kubanischen Behörden hatten ihm stets die erforderliche Genehmigung zu einer Auslandsreise verweigert. Seine Witwe erhielt Beileidsbekundungen zahlreicher internationaler Menschenrechtsaktivisten, darunter von Lech Wałęsa, Václav Havel, Desmond Tutu und Jelena Bonner.